# اورگوزولو
اورگوزولو (به ایتالیایی: Orgosolo) یک کومونه در ایتالیا است که در استان نیورو واقع شده‌است. اورگوزولو ۲۲۳٫۵ کیلومتر مربع مساحت و ۴٬۵۱۰ نفر جمعیت دارد و ۶۲۰ متر بالاتر از سطح دریا واقع شده‌است.

## نگارخانه

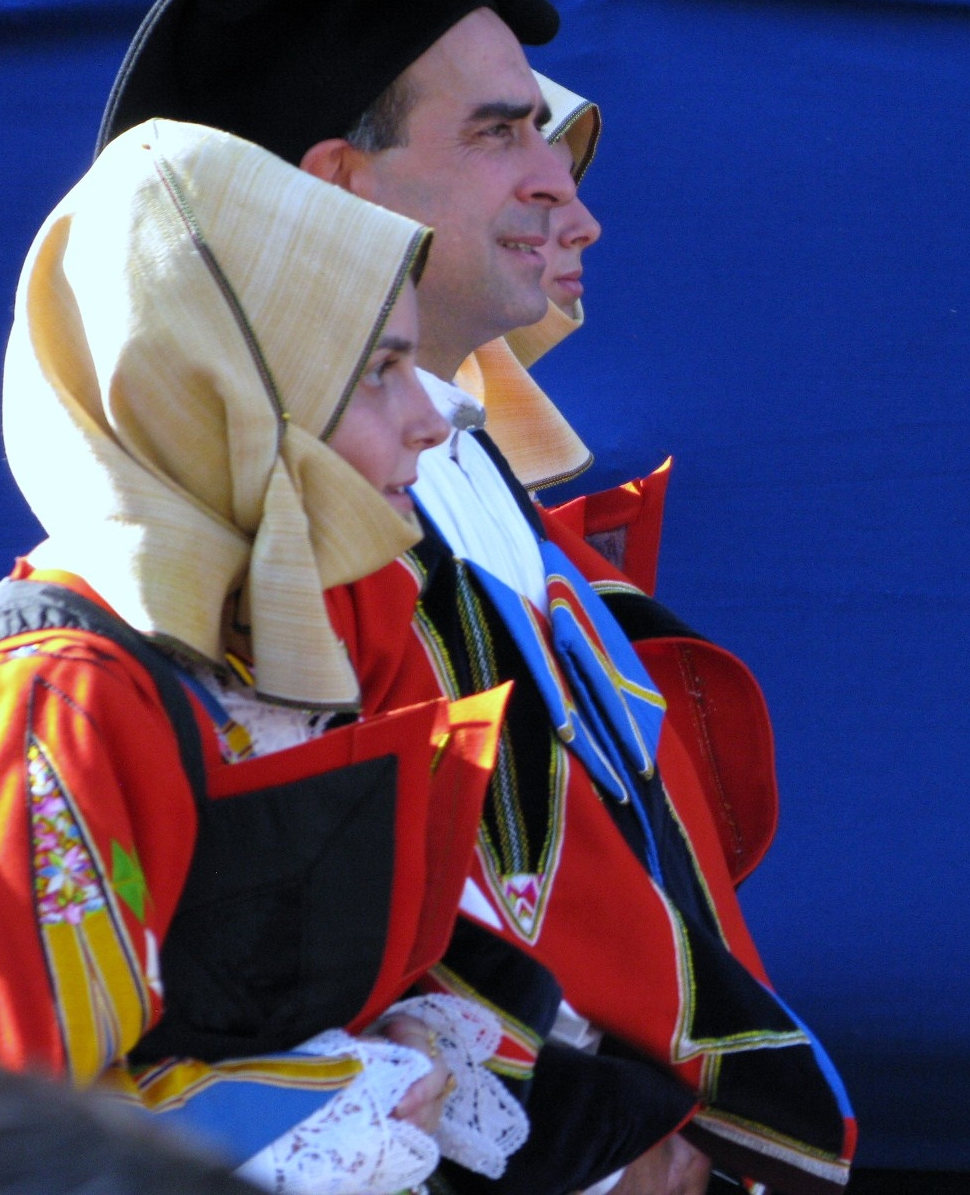
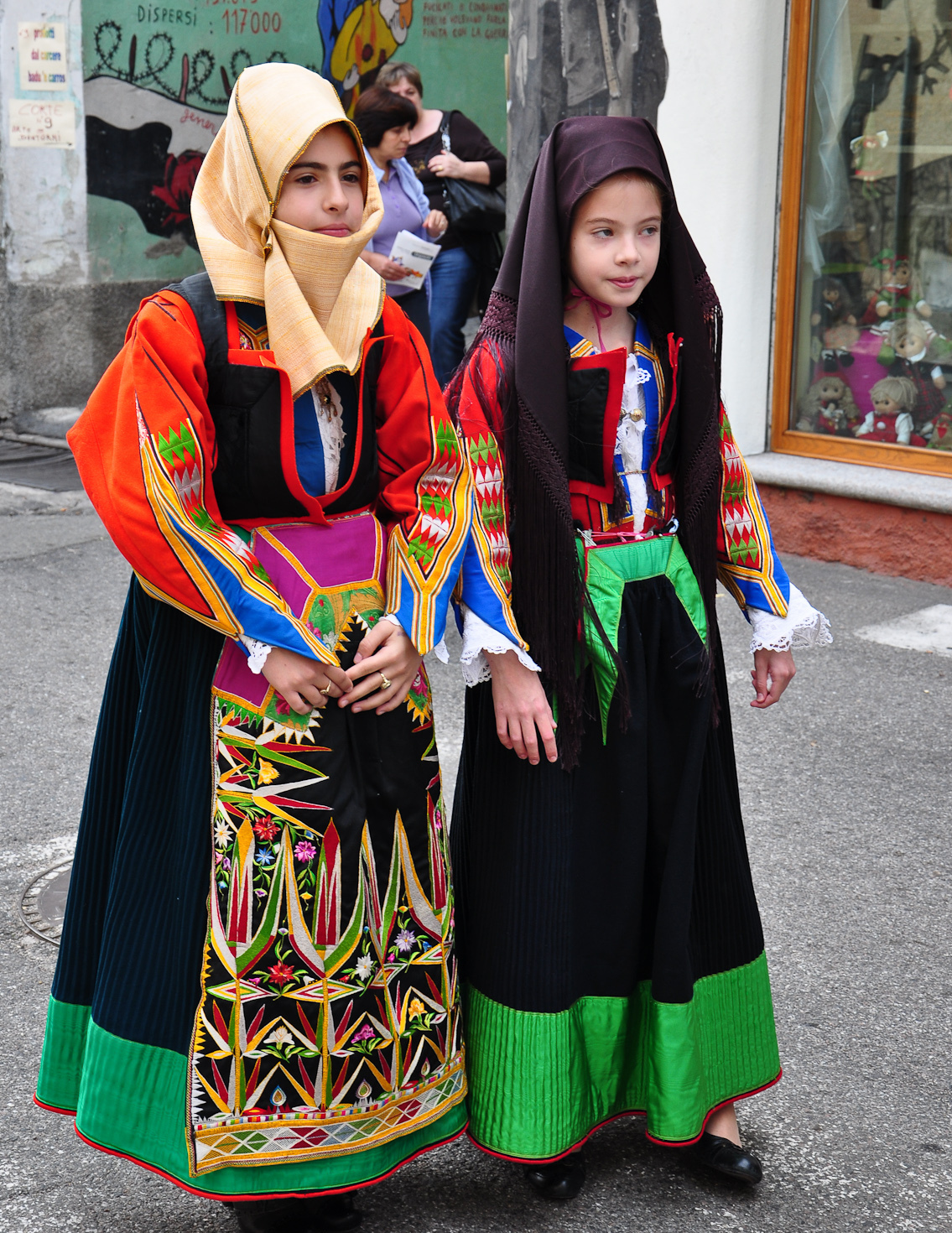